# Podział administracyjny Cypru Północnego
Turecka Republika Cypru Północnego jest podzielona na 6 dystryktów (tur. ilçe; l. mn. ilçeler). W ramach dystryktów funkcjonują także podokręgi (tur. bucaklar).
| Numer                           | Obszar | Dystrykt Nazwa grecka Nazwa turecka                        | Stolica           | Podokręgi                     | Powierzchnia (km²) |  |
| ------------------------------- | ------ | ---------------------------------------------------------- | ----------------- | ----------------------------- | ------------------ |  |
| 1                               |        | Dystrykt Famagusta Επαρχία Γκαζιμαγούσα Gazimağusa İlçesi  | Famagusta         | Mağusa Akdoğan Geçitkale      | 997                |  |
| 2                               |        | Dystrykt Güzelyurt Επαρχία Γκιουζέλγιουρτ Güzelyurt İlçesi | Morfu (Güzelyurt) |                               |                    |  |
| 3                               |        | Dystrykt İskele Επαρχία Ισκέλε İskele İlçesi               | Trikomo (İskele)  | İskele Mehmetçik Yeni Erenköy | 774                |  |
| 4                               |        | Dystrykt Kirenia Επαρχία Γκίρνε Girne İlçesi               | Kirenia           | Girne Çamlıbel                | 690                |  |
| 5                               |        | Dystrykt Lefke Επαρχία Λέφκε Lefke İlçesi                  | Lefka (Lefke)     |                               |                    |  |
| 6                               |        | Dystrykt Nikozja Επαρχία Λεφκόσα Lefkoşa İlçesi            | Nikozja           | Lefkoşa Değirmenlik           | 513                |  |
| Mapa podziału administracyjnego |        |                                                            |                   |                               |                    |  |
|                                 |        |                                                            |                   |                               |                    |  |

## Dystrykty Cypru Tureckiego względem dystryktów Cypru
Tabela przedstawia zestawienie Dystryktów Cypru Tureckiego z obszarami dystryktów Cypru, które zajmują.
| Dystrykt Cypru Tureckiego | Dystrykt Cypru     |
| ------------------------- | ------------------ |
| Dystrykt Famagusta        | Dystrykt Famagusta |
| Dystrykt Kirenia          | Dystrykt Kirenia   |
| Dystrykt Güzelyurt        | Dystrykt Nikozja   |
| Dystrykt İskele           | Dystrykt Famagusta |
| Dystrykt Nikozja          | Dystrykt Nikozja   |
| Dystrykt Lefke            | Dystrykt Nikozja   |